# Zanddoorntje
Het zanddoorntje (Tetrix ceperoi) is een rechtvleugelig insect uit de familie doornsprinkhanen (Tetrigidae), onderfamilie Tetriginae.

## Kenmerken
Het zanddoorntje is erg variabel van kleur, de basis kleur is bruin tot groen met soms een lichtere lengtestreep op het midden van het halsschild. Het vlakke halsschild heeft een relatief lage kiel en steekt altijd ver uit; er zijn geen kortvleugelige exemplaren bekend. Mannetjes bereiken een lengte van 9,5 tot 10,5 millimeter, de vrouwtjes zijn 11 tot 13 mm lang.

### Onderscheid met andere soorten
Het zanddoorntje is alleen moeilijk te onderscheiden van het zeggendoorntje, althans de langgevleugelde exemplaren. Het zanddoorntje heeft aan de bovenzijde van de dij, net onder de knie, een knik in de hier aanwezige kiel. De kleur is hier vaak ook lichter. Het zanddoorntje is daarnaast kleiner en de antennes staan dichter bij elkaar in vergelijking met het zeggedoorntje.

## Verspreiding
Het zanddoorntje komt in grote delen van Nederland voor, behalve in het noorden en in het oosten. In België komt de soort alleen voor in het noorden en uiterste westen. Ook in het zuiden van Groot-Brittannië is de soort bekend. Verder komt het doorntje voor in het zuiden van Europa.
Het zanddoorntje is voornamelijk te vinden op vochtige zandgronden met open plekken. Het is een echte pioniersoort die te vinden is op afgegraven plekken.

## Levenswijze
Het zanddoorntje is te zien van maart tot september en laat zich vooral zien tussen negen uur in de ochtend tot zeven uur in de avond. Net als alle doorntjes wordt geen geluid gemaakt. Het voedsel bestaat uit algen.